# تلمبه علی پورامینایی
تلمبه علی پورامینایی، روستایی از توابع بخش پاریز شهرستان سیرجان در استان کرمان است.

## جمعیت
این روستا در دهستان پاریز قرار دارد و براساس سرشماری مرکز آمار ایران در سال ۱۳۹۵، جمعیت آن ۲۰ نفر (۶ خانوار) بوده‌است.